# Pepper Adams/Diskografie
Diese Diskografie des US-amerikanischen Baritonsaxophonisten Pepper Adams enthält im ersten Teil alle Schallplatten, die er zwischen 1957 und 1985 unter eigenem Namen oder als Co-Leader eingespielt hat. Seine wichtigsten Mitwirkungen als Begleitmusiker für Musiker wie Manny Albam, Gene Ammons, Chet Baker, Kenny Clarke, John Coltrane, Curtis Fuller, Johnny Griffin, Quincy Jones, Stan Kenton, Helen Merrill, Charles Mingus, Blue Mitchell, Thelonious Monk, Lee Morgan, Oliver Nelson, Shorty Rogers, Joe Zawinul und dem Thad Jones/Mel Lewis Orchestra sind im zweiten Teil aufgeführt.

## Alben unter eigenem Namen
| Titel                               | Jahr              | Musiklabel                 | Mitwirkende Musiker | Diskographische Hinweise                                                                         |
| ----------------------------------- | ----------------- | -------------------------- | --- | ------------------------------------------------------------------------------------------------ |
| Pepper Adams Quintett               | 1957              | VSOP                       | Pepper Adams, Stu Williamson (tp), Carl Perkins (p), Leroy Vinnegar (b), Mel Lewis (dr) |                                                                                                  |
| Critic’s Choice                     | 1957              | Pacific / Mighty Quinn     | Pepper Adams (bs), Lee Katzman (tp), Barry Harris (p), Tommy Flanagan (p), Thad Jones (tp) | Erweiterte Neuausgabe bei Fresh Sound (New Star Award)                                           |
| The Cool Sound of Pepper Adams      | 1957              | Savoy                      | Pepper Adams (bs), Bernard McKinney (euph), Hank Jones (p), George Duvivier (b), Elvin Jones (dr) | (SLP 1142) Veröffentlicht auch als Pure Pepper (WL 70514)                                        |
| The Complete Regent Sessions        | 1957              | Regent, Savoy, Fresh Sound | Pepper Adams (bs), Sonny Red (as), Bernard McKinney (euph), Wynton Kelly, Hank Jones (p), Doug Watkins, George Duvivier (b), Elvin Jones (dr)                                                                               | Wiederveröffentlichung u. a. von The Cool Sound of Pepper Adams                                  |
| The Pepper-Knepper-Quintet          | 1958              | Fresh Sound                | Pepper Adams (bs), Jimmy Knepper (tb), Wynton Kelly (p), Doug Watkins (b), Elvin Jones (dr) | (FSR CD 344)                                                                                     |
| 10 to 4 at the 5-Spot               | 1958              | Riverside                  | Pepper Adams (bs), Donald Byrd (tp=, Bobby Timmons (p), Doug Watkins (b), Elvin Jones (dr) | (RLP 265) Veröffentlicht auch auf der Milestone-LP Young Byrd                                    |
| Stardust                            | 1960              | Bethlehem                  | Pepper Adams (bs), Donald Byrd (tp), Tommy Flanagan (p), Paul Chambers (b), Louis Hayes (dr) |                                                                                                  |
| Out of This World                   | 1961              | Warwick, Fresh Sound       | Pepper Adams (bs), Donald Byrd (tp), Herbie Hancock (p), Teddy Charles (vib), Laymon Jackson (b), Schlagzeug: Jimmy Cobb\|                                                                                                  | Auf Fresh Sound veröffentlicht als: Out of This World – The Complete Warwick Sessions (FSR 0137) |
| Pepper Adams Plays Charles Mingus   | 1963              | Fresh Sound                | Pepper Adams (bs), Thad Jones (tp), Bennie Powell (tb), Charles McPherson (ts), Zoot Sims (ts), Hank Jones (p), Bob Cranshaw (b), Dannie Richmond (dr)                                                                      | [ 2 ]                                                                                            |
| Encounter                           | 1968              | Prestige                   | Pepper Adams (bs), Zoot Sims (ts), Tommy Flanagan (p), Ron Carter (b), Elvin Jones (dr) |                                                                                                  |
| Ephemera                            | 1973              | Spotlite                   | Pepper Adams (bs), Roland Hanna (p), George Mraz (b), Mel Lewis (dr) |                                                                                                  |
| Mean What You Say                   | 1974              | Milestone                  | Pepper Adams (b), Thad Jones (tp), Duke Pearson (p), Ron Carter (b), Mel Lewis (dr) | (M 9001) Gemeinsames Quintett mit Thad Jones                                                     |
| Julian                              | 1975              | Enja                       | Pepper Adams (bs), Walter Norris (p), George Mraz (b), Makaya Ntshoko (dr) | Gewidmet Cannonball Adderley                                                                     |
| Twelfth & Pingree                   | 1975              | Enja                       | Pepper Adams (bs), Walter Norris (p), George Mraz (b), Makaya Ntshoko (dr) |                                                                                                  |
| Live                                | 1977              | Black Music                | Pepper Adams (bs), John Marabuto (p), Bob Maize (b), Ron Marabuto (dr) | Live in Half Moon Bay (Kalifornien)                                                              |
| In Europe                           | 1977              | Improv (Frankreich)        | Pepper Adams (bs), Georges Arvanitas (p), Jacky Samson (b), Charles Saudrais (dr) |                                                                                                  |
| Reflectory                          | 1978              | Muse                       | Pepper Adams (bs), Roland Hanna (p), George Mraz (b), Billy Hart (dr) |                                                                                                  |
| Pepper Adams-Jimmy Knepper Again!   | 1978              | Progressive                | Pepper Adams (bS), Don Friedman (p), George Mraz (b), Billy Hart (dr) |                                                                                                  |
| Urban Dreams                        | 1981              | Palo Alto / Quicksilver    | Pepper Adams (bs), Jimmy Rowles (p), George Mraz (b), Billy Hart (dr) | (PA 8099/804194)                                                                                 |
| The Master                          | 1985              | Camden Records             | Pepper Adams (bs), Vinnie Cutro (tp), James L. Dean (as), Frank Foster (ts), Tommy Flanagan (p), Roland Hanna (p), Noreen Gray (p), George Mraz (b), Earl Souls (b), Billy Hart (dr), Leroy Williams (dr), Glenn Davis (dr) |                                                                                                  |
| Conjuration – Fat Tuesday's Session | 1983              | Reservoir                  | Pepper Adams (bs), Kenny Wheeler (tp/flh), Hank Jones (p), Clint Houston (b), Louis Hayes (dr) |                                                                                                  |
| Generations                         | 1985              | Muse                       | Pepper Adams (bs), James L. Dean (ts/as/cl), Frank Foster (ts), Noreen Grey (p), Glenn Davis dr | Von James L. Dean organisierte Session                                                           |
| Adams Effect                        | 1985              | Muse                       | Pepper Adams (bs), Frank Foster (ts), Tommy Flanagan (p), Ron Carter (b), Billy Hart (dr) |                                                                                                  |
| Pepper                              | 1986              | Enja                       | Pepper Adams (bs), Walter Norris (p), George Mraz (b), Makaya Ntshoko (dr), Denny Christianson Big Band |                                                                                                  |
| Twelfth & Pingree                   | 2018              | Enja                       | Pepper Adams (bs), Walter Norris (p), George Mraz (b), Makaya Ntshoko (dr) |                                                                                                  |
| Julian                              | Enja Records      | 2022                       | Pepper Adams, Walter Norris, George Mraz, Makaya Ntshoko |                                                                                                  |
| Motor City Scene                    | Bethlehem Records | 2022                       | Pepper Adams, Donald Byrd, Kenny Burrell, Tommy Flanagan, „Hey“ Lewis, Paul Chambers |                                                                                                  |
| Live at Room at the Top             | Reel to Real      | 2022                       | Pepper Adams with the Tommy Banks Trio | mit Bobby Cairns, Tom Doran                                                                      |

## Mitwirkung auf Alben als Gast- oder Begleitmusiker (Auswahl)
| Bandleader                     | Titel                                      | Musiklabel                | Jahr      |
| ------------------------------ | ------------------------------------------ | ------------------------- | --------- |
| Manny Albam                    | Jazz Horizons                              | Dot / Fresh Sound         | 1956      |
| Gene Ammons                    | The Big Sound                              | Prestige                  | 1958      |
| Gene Ammons                    | Blue Gene                                  | Prestige                  | 1958      |
| Chet Baker                     | Chet                                       | OJC                       | 1958      |
| Chet Baker                     | Plays the Best of Lerner & Loewe           | OJC                       | 1958      |
| George Benson                  | Giblet Gravy                               | Verve Records             | 1968      |
| Joshua Breakstone              | Echoes                                     | Contemporary              | 1986      |
| Donald Byrd                    | At The Half Note Cafe, Vols. 1 & 2         | Blue Note                 | 1960      |
| Donald Byrd                    | Electric Byrd                              | Blue Note                 | 1970      |
| Paul Chambers                  | Chambers Music                             | Blue Note                 | 1955      |
| Denny Christianson             | Suite Mingus                               | Justin Time               | 1986      |
| Kenny Clarke                   | Meets the Detroit Jazzmen                  | Savoy                     | 1956      |
| John Coltrane                  | Dakar                                      | Prestige/OJC              | 1957      |
| Jimmy Forrest                  | Soul Street                                | Prestige/OJC              | 1961      |
| Don Friedman                   | Hot Pepper and Knepperim                   | Timeless                  | 1978      |
| Curtis Fuller                  | Four on the Outside                        | Timeless                  | 1978      |
| Dizzy Gillespie                | Live At The Village Vanguard               | Blue Note                 | 1967      |
| Benny Goodman                  | Yale Archives Vol. 4 – Big Band Recordings | Limelight                 | 1958–1964 |
| Urbie Green                    | The Message                                | RCA, Fresh Sound          | 1959      |
| Johnny Griffin                 | Johnny Griffin Sextet                      | OJC                       | 1958      |
| Barry Harris                   | Luminescence!                              | OJC                       | 1967      |
| Freddie Hubbard                | Minor Mishap                               | Black Lion                | 1961      |
| Elvin Jones                    | At This Point in Time                      | Blue Note                 | 1973      |
| Quincy Jones                   | This Is How I Feel About Jazz              | Impulse!                  | 1957      |
| Quincy Jones                   | Ndeda                                      | Mercury                   | 1964      |
| Quincy Jones                   | Gula Matari                                | A&M Records               | 1970      |
| Thad Jones/Mel Lewis Orchestra | Thad Jones/Mel Lewis                       | LRC                       | 1969–70   |
| Thad Jones/Mel Lewis Orchestra | Swiss Radio Days, Vol. 4                   | TCB                       | 1969      |
| Thad Jones/Mel Lewis Orchestra | Village Vanguard Live Sessions             | LRC                       | 1969      |
| Stan Kenton                    | Kenton In Hi-Fi                            | Capitol                   | 1956–58   |
| Peter Leitch                   | Red Zone                                   | Reservoir                 | 1984      |
| Peter Leitch                   | Exhilaration                               | Reservoir                 | 1988      |
| Mel Lewis                      | Got’ Cha                                   | Fresh Sound               | 1958      |
| Teo Macero                     | Impressions of Charles Mingus              | Palo Alto                 | 1983      |
| Johnny Mandel                  | The James Dean Story                       | Pacific Jazz, Fresh Sound | 1956      |
| Howard McGhee                  | The Bop Master                             | Affinity                  | 1960      |
| Helen Merrill                  | Chasin’ the Bird (Gershwin)                | EmArCy                    | 1979      |
| Charles Mingus                 | The Complete Debut Recordings              | Debut, Fantasy            | 1951–58   |
| Charles Mingus                 | Blues and Roots                            | Atlantic                  | 1959      |
| Charles Mingus                 | Mingus Ah Um                               | Columbia                  | 1959      |
| Charles Mingus                 | The Complete Town Hall Concert             | Blue Note                 | 1962      |
| Blue Mitchell                  | A Sure Thing                               | OJC                       | 1962      |
| Thelonious Monk                | At Town Hall                               | Columbia                  | 1959      |
| Lee Morgan                     | The Cooker                                 | Blue Note                 | 1957      |
| Lee Morgan                     | Standards                                  | Blue Note                 | 1967      |
| Oliver Nelson                  | More Blues and Abstract Truth              | Impulse! Records          | 1964      |
| Lennie Niehaus                 | Zounds                                     | OJC                       | 1954–56   |
| Houston Person                 | Blue Odyssey                               | OJC                       | 1968      |
| Hod O’Brien                    | Opalescence                                | Criss Cross               | 1985      |
| Dave Pell                      | A Pell of a Time                           | Fresh Sound               | 1957      |
| Bill Perkins                   | The Front Line                             | Storyville                | 1978      |
| Shorty Rogers                  | Portrait Of Shorty                         | RCA Victor                | 1957      |
| Howard Rumsey                  | In the Solo Spotlight                      | OJC                       | 1954–57   |
| A. K. Salim Oktett             | Pretty for the People                      | Savoy                     | 1957      |
| Toots Thielemans               | Man Bites Harmonica                        | OJC                       | 1957      |
| Stanley Turrentine             | Rough ’n’ Rumble                           | Blue Note                 | 1966      |
| Bishop Norman Williams         | One for Bird                               | Teresa                    | 1978      |
| Jimmy Witherspoon              | Blues for Easy Livers                      | Prestige                  | 1966      |
| Joe Zawinul                    | Money in the Pocket                        | Atco                      | 1965      |